# Sebastian Willibald Schießler
Sebastian Willibald Schießler oder Schiessler, (Pseudonyme: Gustav Borgmann, Freymuth, Justus Hilarius und Renatus Münster; * 6. Juli 1790 in Prag; † 15. März 1867 in Graz) war ein österreichischer Schriftsteller.

## Leben
Schießler studierte an der Universität Prag. Anschließend wurde er 1809 Kanzleipraktikant im Feldkriegskommissariat in Prag, danach 1812 Feldkriegskanzleiadjunkt und 1813 Feldkriegskommissariatsadjunkt. Er wurde 1823 zum Feldkriegskommissär ernannt und nach seiner Versetzung 1833 nach Pilsen und 1835 nach Lemberg, 1838 zum Oberkriegskommissär befördert. 1843 kam er nach Graz. Dort ging er 1848 in den Ruhestand.
Schießler erfreute sich großer Beliebtheit an seinen Dienstorten, insbesondere da er sich um die Armenhilfe bemühte. Neben der Unterstützung von Armenhäusern machte er sich um die Gründung von Kleinkinder-Bewahranstalten verdient. Neben diversen Orden wurde er Ehrenbürger der Städte Pilsen und Lemberg.
Schießler war ein erfolgreicher Schriftsteller, der allerdings in seinen Werken teilweise seinen Antisemitismus an den Tag legte.

## Werke (Auswahl)
- Prag und seine Umgebungen, 2 Bände, Enders, Prag 1812.
- Hirlanda. Legende in 11 Romanzen, Enders, Prag 1818.
- Unterhaltungen für gebildete Leser. Eine Monatschrift, 9 Hefte, Mösle, Wien 1818–1819.
- Maria, die Mutter Gottes und Himmels-Königin, die Mutter voll der Gnaden. Ein Gebet- und Erbauungsbuch für gebildete katholische Frauen und Jungfrauen u. s. w., Haase, Prag 1820.
- Gedichte, 3 Bände, Enders, Prag 1826.
- Monatrosen, oder Scherz und Ernst in Erzählungen, Novellen, Märchen, Sagen, Schwänken und Anekdoten, 14 Bände, Buchler, Prag und Schlosser, Augsburg 1826–1828.
- Neues deutsches Original-Theater, mit Beiträgen von Mehreren herausgegeben von S. W. Schießler, 6 Bände, Enders, Prag 1829.
- Neue deutsche Theater-Bibliothek, 16 Bändchen, Schlosser, Augsburg 1836.
- Der erfahrene und wohlunterrichtete Rathgeber für Domestiken und Dienstherrschaften in allen Fällen des Gemein- und häuslichen Dienstlebens, Schmidbauer, Wien 1854.